# Lithophane contenta
Lithophane contenta là một loài bướm đêm trong họ Noctuidae.